# Estação Molí Nou - Ciutat Cooperativa
Moli Nou - Ciutat Cooperativa (Metro de Barcelona) é uma estação da linha Linha 8 do Metro de Barcelona. Entrou em funcionamento em 2000.

## Facilidades
- acesso a telefone celular;
- Barcelona;  Espanha,  Catalunha.